# Palikari

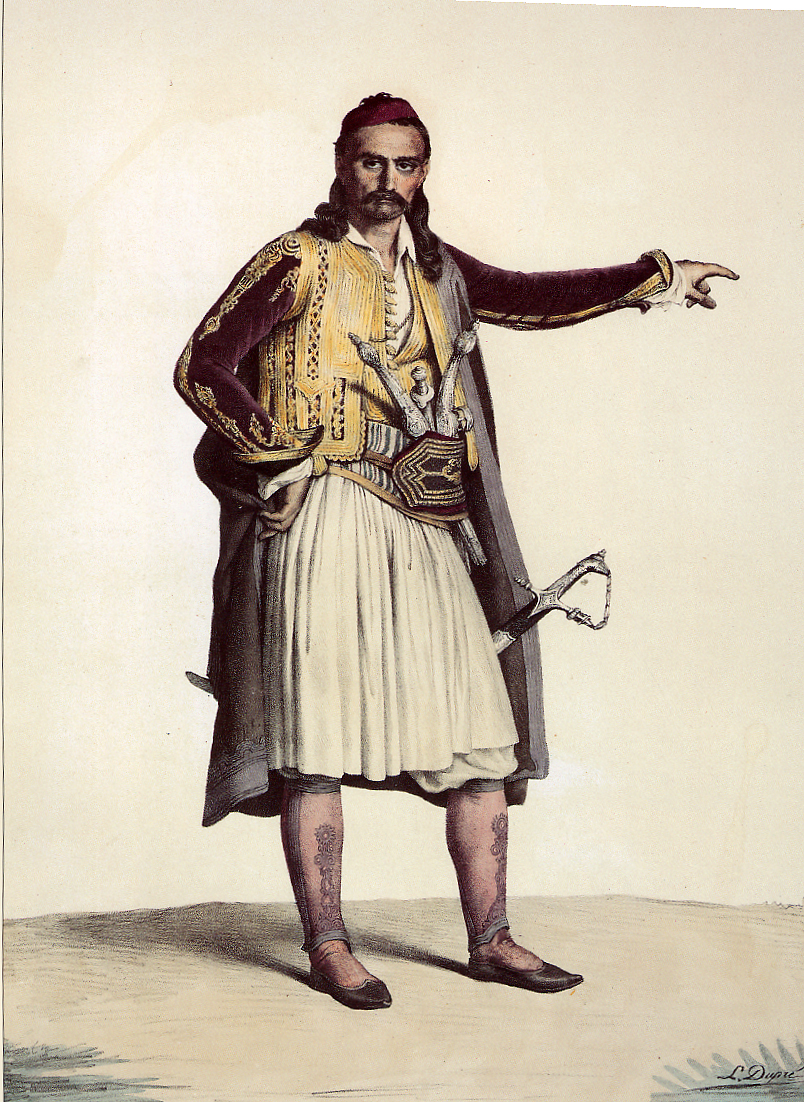
Werk von Louis Dupré – Ein Pallikari aus Sellaida (1825).

Palikari (griechisch παλικάρι) oder Pallikari (παλληκάρι) ist eine aus dem Altgriechischen stammende neugriechische Bezeichnung. Ein „Pallikari“ oder „Pallikar“ bezeichnet historisch einen jungen griechischen Soldaten, der während der Griechischen Revolution gegen die Osmanen (Türken) kämpfte.
Darüber hinaus stand der Begriff Pallikari für einen mutigen, wagemutigen Kämpfer, der furchtlos jeder Bedrohung entgegentrat. Heute wird das Wort in Griechenland häufig als liebevoller Ausdruck verwendet. Ein Pallikari ist ein sogenannter "Helden-Bursche".
Die Pallikaren in ihrer Nationaltracht bildeten später den Kern der griechischen Armee.

## Etymologie
Die Wörter „pallikarion“ (παλληκάριον) und „pallikarin“ (παλληκάριν) tauchen in mittelgriechischen Texten des byzantinischen Reiches aus dem 7. Jahrhundert auf. Im Englischen findet sich die früheste Erwähnung von „pallikar“ laut dem Oxford English Dictionary in Schriften von Lord Byron aus dem Jahr 1812.
Der Begriff Pallikari leitet sich vom altgriechischen Wort pallax/pallex bzw. pallix (πάλλαξ/πάλληξ) ab, das „junger Mann“ oder „junger Bursche“ bedeutet. Im modernen Griechisch bezeichnet Palikari – alternativ auch Pallikari – einen jungen Mann in seiner Blütezeit oder jemanden, der eine besondere Leistung vollbracht hat.
Laut dem Babiniotis-Wörterbuch und dem Wörterbuch von Kriaras ist die korrekte Schreibweise ‚pallikari‘ mit -ll-, nicht ‚palikari‘. Das Triantafyllidis-Wörterbuch erlaubt jedoch auch die vereinfachte Schreibweise mit nur einem -l-.
Der Begriff wurde teilweise synonym für Klephten oder Armatolen verwendet und bezeichnete insbesondere junge Krieger.
In einem weiteren Sinne wurde Pallikari auch für Jungen oder Jugendliche verwendet, die kurz vor der Pubertät standen und unverheiratet waren.

## Geschichte

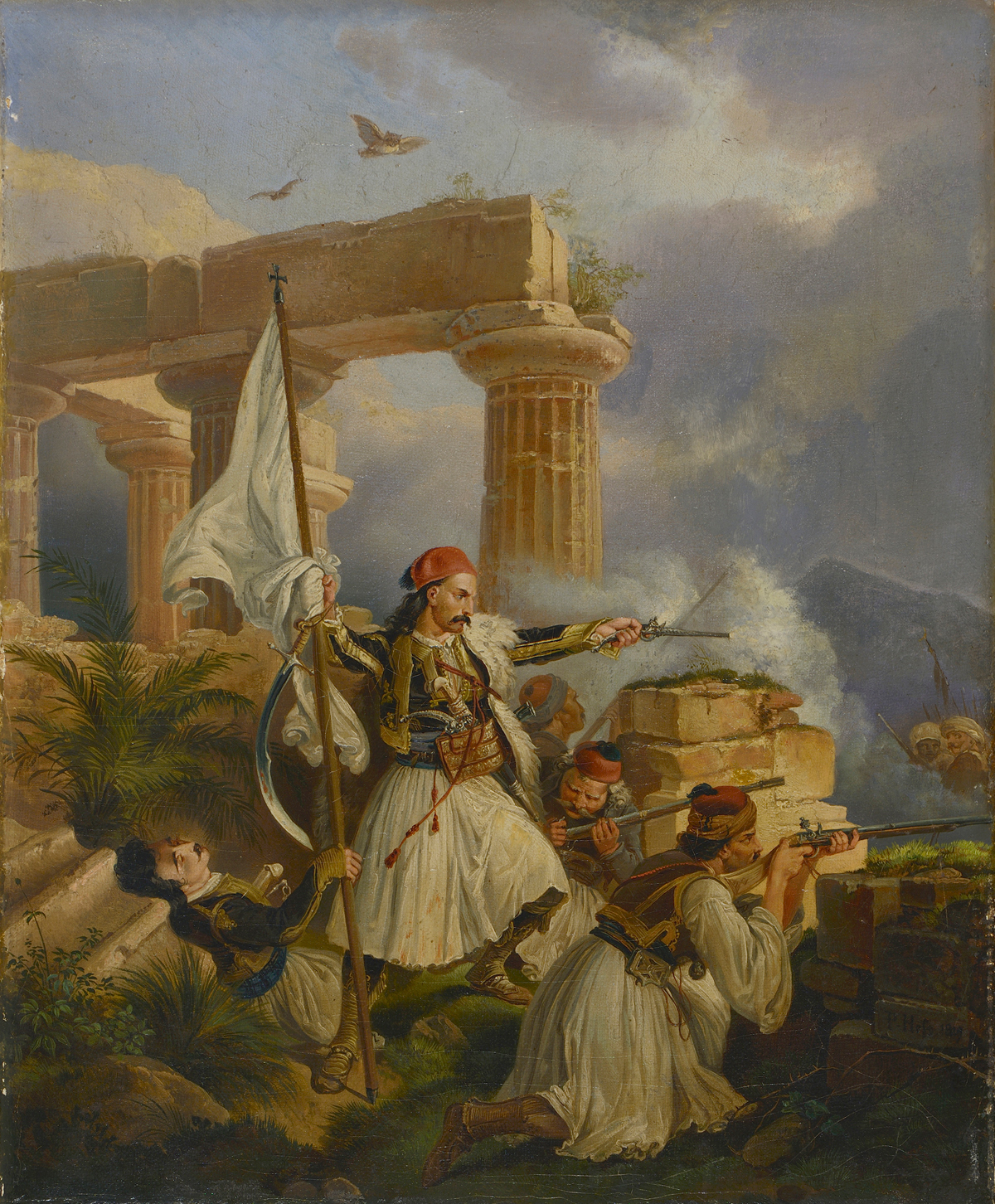
Werktext: "Ein Kapitän mit seinen Pallikaren im Gefechte" (1829). Gemälde von Peter Heinrich Lambert von Hess und Karl Krazeisen.

In der mittelalterlichen Epoche bezog sich „pallikarion“ und „pallikarin“ auf einen zu Fuß gehenden Gehilfen eines berittenen Soldaten, also eine Art Infanterist der griechischen Armee. Der „Palikari“ wurde vor allem in Grenzeinheiten eingesetzt, die verschiedenen Bedrohungen ausgesetzt waren, darunter Bulgaren, Araber und Türken, weshalb ihm Mut und Geschick nachgesagt wurde.
In der Neuzeit war ein Palikari oft ein irregulärer Fußsoldat, bewaffnet mit einer langen Flinte, zwei Pistolen und einem Handschar.
Der Begriff Pallikari bezeichnete ursprünglich junge griechische Krieger, die während der osmanischen Herrschaft in Griechenland als Teil der Armatolen und Klephten kämpften. Während der Griechischen Revolution von 1821 spielte diese Bezeichnung eine zentrale Rolle für die Guerillakämpfer, die gegen die Osmanen kämpften.
Sie plünderten die Besitztümer der türkischen Elite und beanspruchten bestimmte Gebiete für sich. Obgleich ihre Taten in der griechischen Folklore häufig romantisiert dargestellt werden, waren sie tatsächlich die einzige anhaltende Bedrohung für die osmanische Herrschaft in Griechenland.

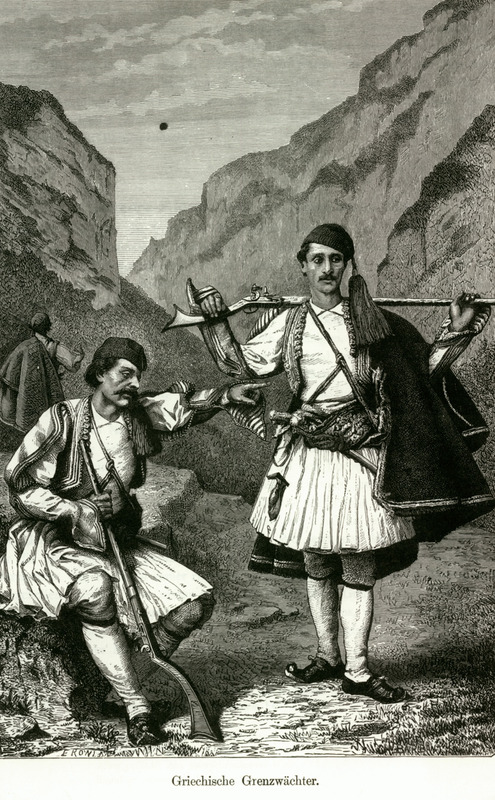
Griechische Grenzwächter, Werk von Amand von Schweiger-Lerchenfeld (1887)

Die Armatolen waren christlich-griechische Soldaten, die von den Osmanen zur Kontrolle bestimmter Gebiete (sogenannte Armatolikia) für den Sultan eingesetzt wurden. Diese wurden von einem Kapetanios (Hauptmann) geführt und hatten untergebene Kämpfer, die als Palikaren bekannt waren. Sie wurden für ihre Fähigkeiten im Guerillakampf geschätzt, insbesondere im Anlegen von Hinterhalten und im Überleben unter extremen Bedingungen. Viele dieser Kämpfer nutzten Kariofili-Gewehre, die für ihre Präzision bekannt waren. Mit dem Ausbruch der Griechischen Revolution schlossen sich viele Armatolen den Aufständischen an und wurden zu einem wichtigen Bestandteil der griechischen Streitkräfte. Zu den bekanntesten ehemaligen Armatolen, die als Pallikaren in der Revolution kämpften, zählen Odysseas Androutsos, Athanasios Diakos, Markos Botsaris und Georgios Karaiskakis.
Während der osmanischen Besetzung suchten viele Pallikaren auf den von England kontrollierten Ionischen Inseln Schutz vor den Türken oder den harten Wintern der Gebirge. Sie brachten ihre Volkslieder mit, die sich in der Region verbreiteten. Einige boten den Engländern, die die Inseln besetzt hielten, ihre militärischen Dienste an und trugen so zur Vermischung kontinentaler und insularer Traditionen bei.

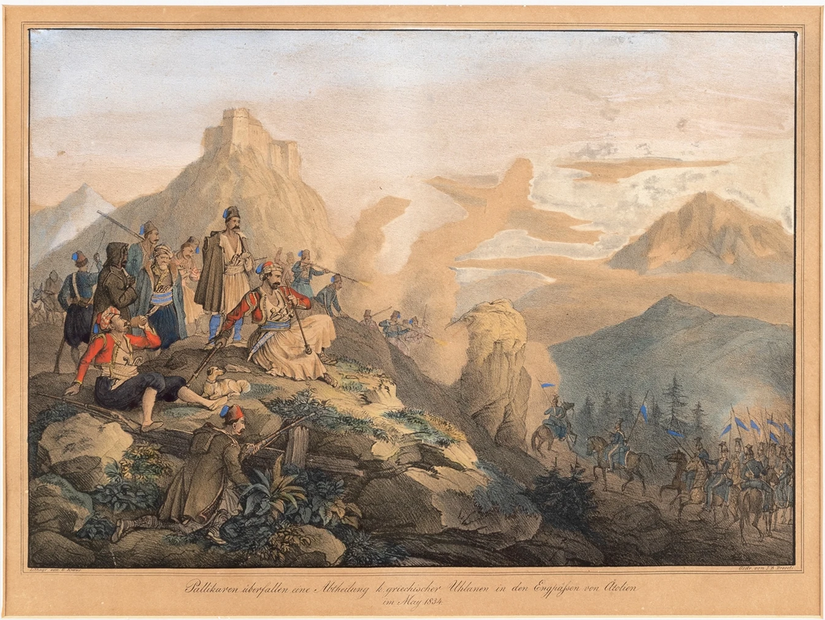
Werktext: "Pallikaren überfallen eine Abtheilung k. griechischer Uhlanen in den Engpässen von Ätolien im May 1834"; Gemälde von Gustav Kraus.

Nach der Unabhängigkeit Griechenlands fiel es vielen Pallikaren schwer, sich an die neue staatliche Ordnung anzupassen. Unter König Otto leisteten einige von ihnen Widerstand gegen die neue Regierung, verwandelten sich in Räuberbanden und belasteten die Landbevölkerung schwer. Um dem entgegenzuwirken, gründete König Otto 1833 unter der Leitung des französischen Philhellenen Greillard ein Gendarmeriekorps mit 1200 Mann. Viele der Offiziere rekrutierten sich aus den Reihen der Pallikaren, die einst im Unabhängigkeitskrieg gekämpft hatten. Die hohe Bezahlung und die Erlaubnis, die traditionelle Kleidung zu tragen, zogen viele ehemalige Klephten an, und das Korps trug wesentlich zur Stabilität des jungen griechischen Staates bei.

## Kulturelle Bedeutung

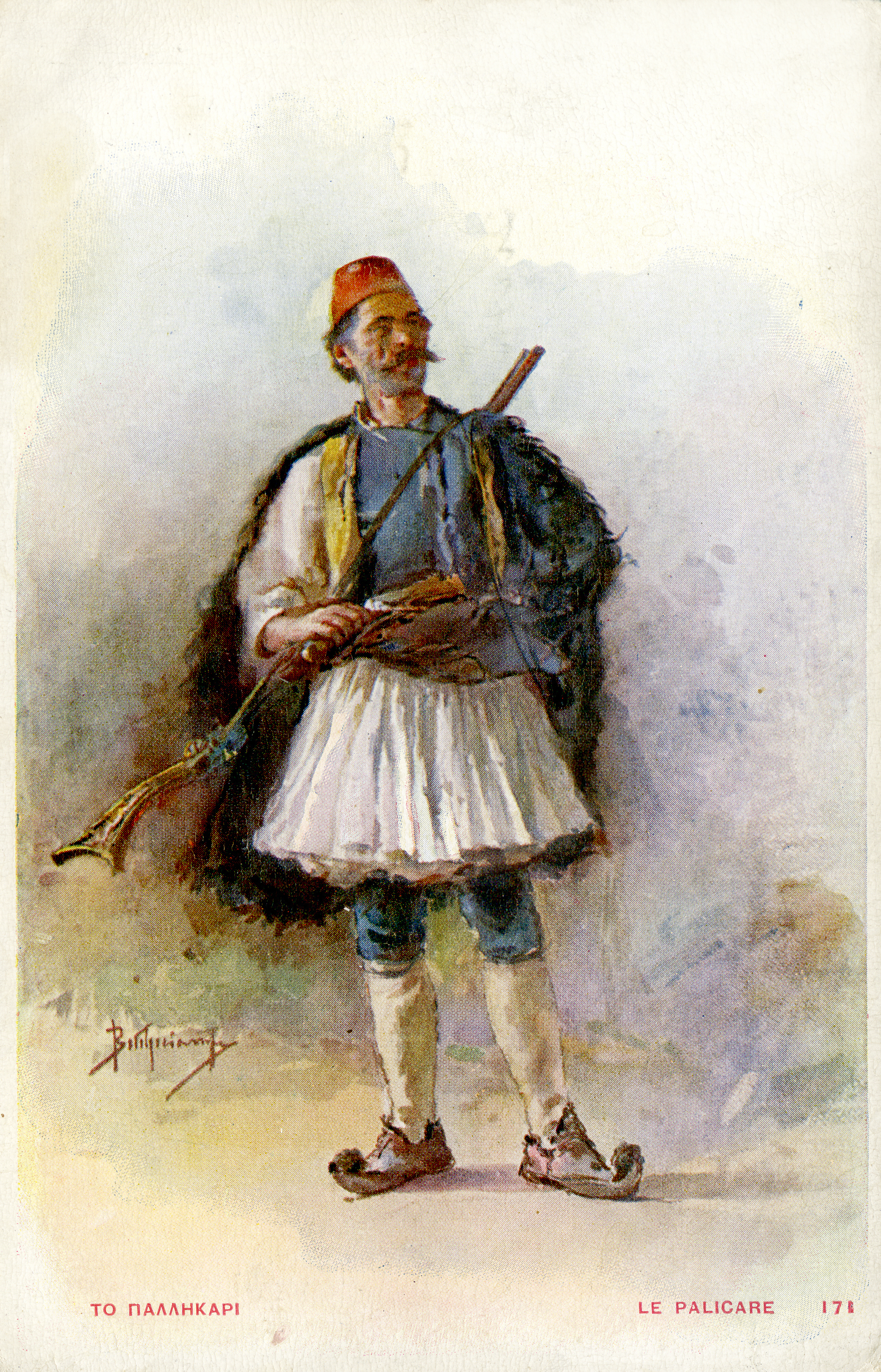
Le Palicare (der Pallikari), Postkarte, herausgegeben von Aspiotis (1910). Reproduktion eines Gemäldes von Vicentios Boccatciambi.

Der Philhellenismus erhob die Figur des Palikari zu einem Helden des modernen Griechenlands. Maler, Schriftsteller und Dichter schufen zahlreiche Darstellungen dieser tapferen Kämpfer, darunter Werke von Eduard Magnus, Eugène Delacroix, Theodoros Vryzakis, Théodore Leblanc und Louis Dupré.

Der griechische Schriftsteller und Revolutionär Rigas Velestinlis erwähnt in seinem bekannten Werk Thourios die Pallikaren folgendermaßen: 

„Wie lang, ihr Pallikaren, wollt ihr in Knechtschaft
leben, wie Löwen einsam, nur von Wildnis rings umgeben,
in Höhlen nur als Wohnung, nur Wälder um euch seh’n,
die Menschen meiden, um der Knechtschaft zu entgeh’n?
Mehr wert ist es, wir leben nur eine Stunde frei,
als vierzig Jahr’ geknechtet in finstrer Sklaverei!“

Das Erbe der Palikaren wird mit einer antiautoritären Haltung assoziiert, die sich in Misstrauen gegenüber staatlichen Institutionen äußert. Anhand der Finanzkrise der 2010er Jahre lässt sich diskutieren, inwieweit diese Einstellung zur wirtschaftlichen Instabilität beigetragen haben könnte. Der Begriff Pallikarismus steht gegenwärtig sowohl für das Streben nach Freiheit als auch für eine kritische Haltung gegenüber Autoritäten.
Heute wird der Begriff „Pallikari“ in Griechenland vor allem im übertragenen Sinne verwendet. Er kann sich auf einen jungen, mutigen Mann beziehen, der sich für andere einsetzt, oder allgemein auf einen respektvollen und hilfsbereiten jungen Mann. Die Bezeichnung wird oft von älteren Menschen als Kompliment oder von Müttern für ihre Söhne verwendet, wenn der Pallikari eine schwierige oder ehrenvolle Aufgabe gemeistert hat.